# Museu de Arqueologia de Itaipu
O Museu de Arqueologia de Itaipu (MAI), localizado na praia de Itaipu, s/nº, em Itaipu, no município de Niterói, no estado do Rio de Janeiro, no Brasil, é uma unidade vinculada ao Instituto Brasileiro de Museus, órgão do Ministério da Cultura. O museu iniciou suas atividades em 22 de março de 1977 e não possui um instrumento legal de criação tal como um ato ou decreto, porém os Remanescentes do Recolhimento de Santa Teresa, prédio onde está situado, são tombados em instância federal pelo Instituto do Patrimônio Histórico e Artístico Nacional, tendo sido o bem inscrito no Livro de Tombo de Belas Artes em 8 de janeiro de 1955.

## Missão institucional
Promover a valorização da memória das ocupações humanas pré-cabralinas e posteriores de Niterói através da preservação, da pesquisa e da comunicação de seu acervo, visando ao acesso irrestrito da população ao seu patrimônio cultural.

## Histórico do prédio

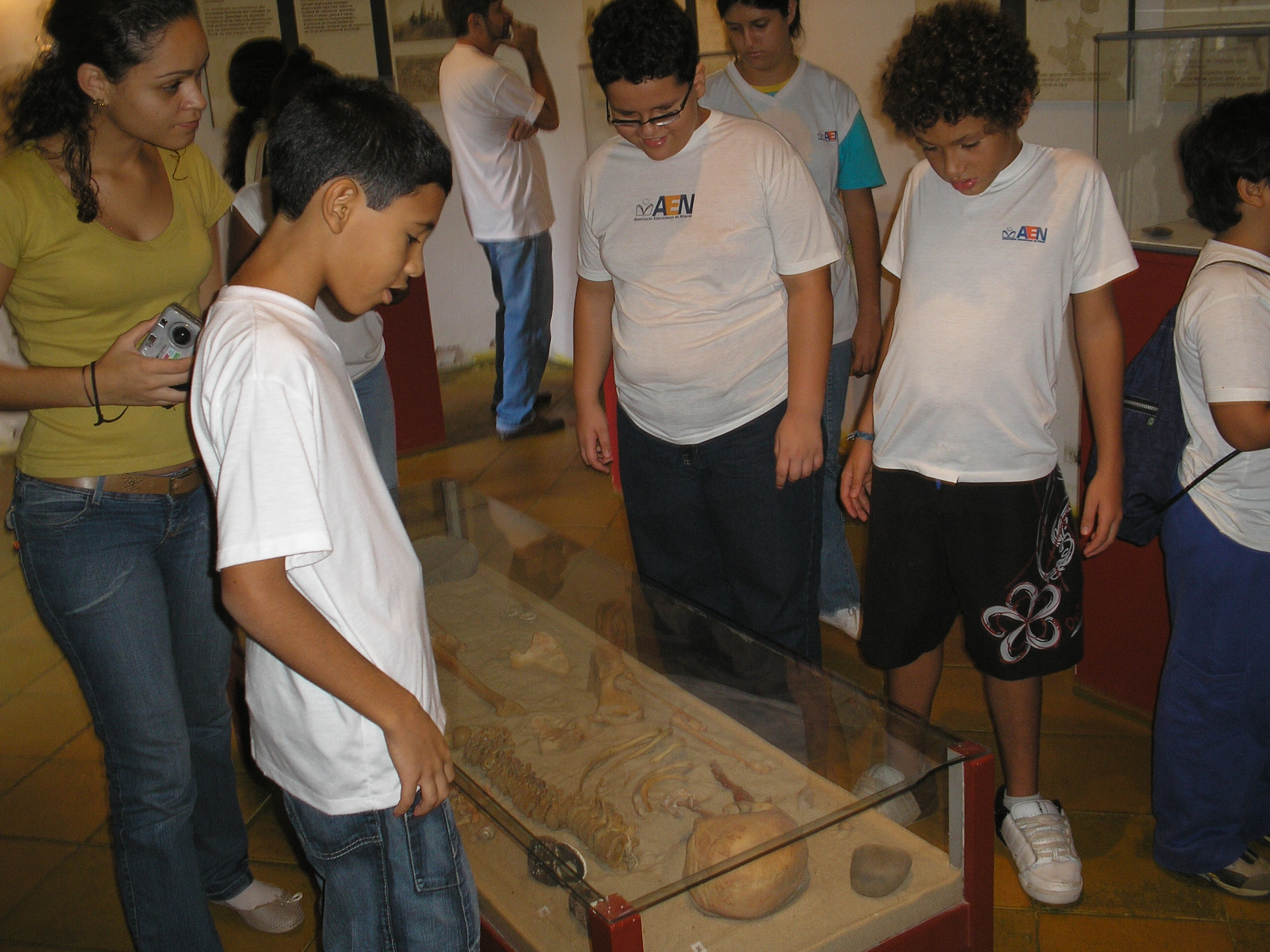
Estudantes visitando o museu em 2008.

O Museu de Arqueologia de Itaipu está instalado nas ruínas do antigo Recolhimento de Santa Teresa, instituição fundada em 1764 pelos padres Manuel Francisco da Costa e Manuel da Rocha com a finalidade de abrigar mulheres que pretendiam seguir a vida religiosa, órfãs, mulheres de "vida fácil", as que haviam engravidado ou mantido romances antes do matrimônio, viúvas e aquelas que ali eram instaladas por seus pais ou maridos quando estes saíam em viagem. O tempo de permanência na instituição era determinado pelo patriarca da família e a internação no estabelecimento requeria o pagamento de um dote pela família e a aprovação da Corte.
De acordo com a documentação acerca do prédio e de seu funcionamento através das Cartas de Visitas Pastorais de 1811/12, há relatos de que, nas primeiras décadas do século XIX, as recolhidas e o estabelecimento já se encontravam em estado de "pobreza franciscana". Em 1833, o prédio estava vazio e o vigário João de Moraes e Silva instituiu o local como asilo para menores. A partir desta última informação, não se tem mais documentos que mencionem o Recolhimento de Santa Teresa de Itaipu, havendo, portanto, um hiato na pesquisa histórica da instituição durante o restante do século XIX.
O século XX é marcado em termos da história do prédio por ocupações, disputas de posse, o tombamento do bem e a criação do Museu. Abandonado, o prédio foi ocupado por pescadores da região, que passaram a habitá-lo e a utilizá-lo como espaço para tingimento das redes de pesca, além de haver ocorrido, no entorno da muralha, uma aglomeração de residências de pescadores.
Após o tombamento do antigo Recolhimento em 1955, as sucessivas correspondências expedidas por parte da Colônia de Pescadores da região demonstram uma preocupação com a conservação do monumento, solicitando, ao Governo do Estado e à então Diretoria do Patrimônio Histórico e Artístico Nacional, que retirassem, dali, a casa de motor da Companhia Territorial Itaipu, proprietária do terreno, para que o bem viesse a servir de sede à Colônia. A Cia. Territorial Itaipu, por sua vez, se dirige ao Departamento do Patrimônio Histórico e Artístico Nacional (DPHAN) acusando o interventor da Colônia de ocupar indevidamente os remanescentes do Recolhimento, se propondo, inclusive, a restaurar o prédio sob orientação do Patrimônio Histórico.
Em 1968, inicia-se a obra de consolidação e conservação-restauração da capela e das paredes de rocha das muralhas. Esta foi coordenada por Edgard Jacintho, chefe do Departamento de Conservação e Restauração da DPHAN. Assim, as aberturas em suas paredes foram vedadas e a desocupação de seu interior efetuada. Deste período adiante, tem início o projeto de criação de um museu a ser instalado no monumento.

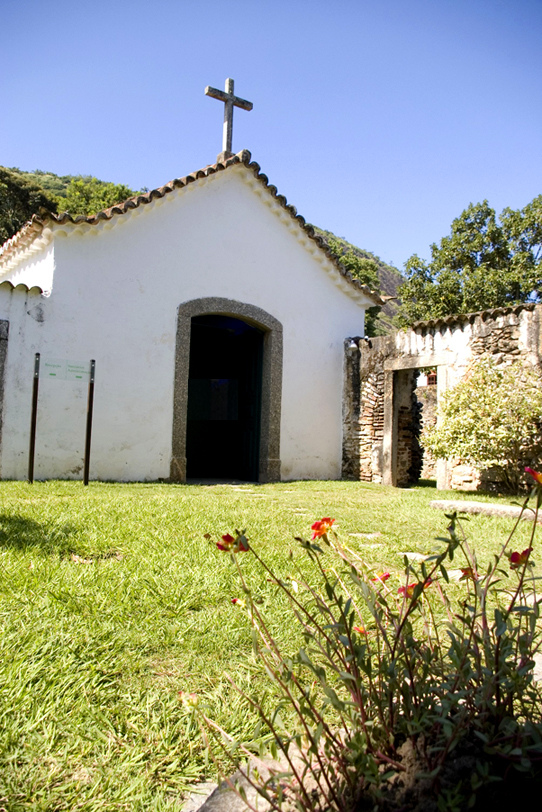
Vista da antiga capela do recolhimento de Santa Teresa.

O acervo institucional do museu é composto pela Coleção Hildo de Mello Ribeiro, 6 blocos testemunhos do Sambaqui de Camboinhas, uma canoa do século XIX e artefatos arqueológicos encontrados nas redondezas do museu e para ele encaminhados por pessoas da região ou usuários da praia. A Coleção Hildo constitui o núcleo inicial do acervo institucional. Esta coleção formou-se durante as décadas de 1960 e 1970 através de coleta no sítio arqueológico da Duna Grande realizada pelo arqueólogo-amador Hildo de Mello Ribeiro, também agente federal de fiscalização da pesca e morador de Itaipu.
A coleção compõe-se de cerca de 980 objetos testemunhos de povos que habitaram a região antes do ano de 1500, dentre os quais: machados de pedra, pontas de ossos, ossada humana, lascas de quartzo, polidores, peças cerâmicas, conchas etc. A coleção, porém, não é reconhecida como científica devido à forma como foi composta, já que a falta de método impossibilitou sua datação. Entretanto, ainda que suas peças não possuam uma datação acurada, elas não deixam de ser representantes de uma cultura coletora, caçadora e pescadora que, um dia, habitou a faixa litorânea da Região Oceânica de Niterói, se fazendo, assim, passível de ser exposta e trabalhada com fins didáticos.
Os blocos testemunhos do Sambaqui de Camboinhas pertencentes ao Museu são frutos da Pesquisa de Salvamento em Itaipu, ocorrida em 1979, quando da construção da estrada de Camboinhas e do projeto de urbanização da orla de Itaipu, episódio que viria a deteriorar os sítios arqueológicos da Duna Pequena e do Sambaqui ali localizados. Tendo em vista a preservação deste valioso patrimônio, cuja datação aproxima-se de 7 mil anos a.C., uma equipe de pesquisadores, coordenada pela professora doutora Lina Kneip, do Museu Nacional da Universidade Federal do Rio de Janeiro, foi enviada ao local com o intuito de reconstituir o quadro arqueológico e ecológico do litoral de Itaipu e estudar a adaptação de culturas caçadoras, pescadoras e coletoras litorâneas e a evolução do meio natural, obtendo, como um dos resultados da pesquisa, a preservação de blocos testemunhos do Sambaqui.
Além da coleção Hildo e dos blocos testemunhos, o museu conta, ainda, com uma canoa de jequitibá doada em 1979 pela colônia de pescadores local, cuja construção remonta ao século XIX. Até aquela data, ela fora utilizada como cocho para tingimento das redes de pesca e pertencera a "seu Vavá", um pescador da região. É comum, ainda hoje, a doação de objetos arqueológicos e de pesca encontrados pelas cercanias do Museu por moradores da colônia de pescadores.

## Projeto de criação do museu
O projeto de criação do Museu, empreendido pelo arquiteto do Instituto do Patrimônio Histórico e Artístico Nacional Edgard Jacintho com o apoio de Renato Soeiro, diretor do instituto à época, foi pensado de forma a dotar, o bem tombado, cujas ruínas passavam por processo de consolidação, de uma função didático-científica compromissada com a salvaguarda e a difusão do patrimônio cultural de natureza arqueológica, intensificando o turismo na região e alinhando-se às diretrizes do Ministério da Cultura (Brasil) naquele período.
O museu deveria, ainda, se estruturar em relação direta e integradora com seu entorno, suas atividades extrapolariam as convencionais exposições intramuros e se estenderiam aos sítios arqueológicos da região, em particular, o Sítio Duna Grande - localizado a poucos metros do antigo recolhimento religioso - cujo tombamento pelo Instituto do Patrimônio Histórico e Artístico Nacional encontra-se em processo desde 1986, afora sua já assegurada proteção pela Lei Federal 3 924/61, que dispõe sobre os monumentos arqueológicos e pré-históricos.
No que tange à estreita relação da comunidade local com o bem em si, assim como com o passado histórico da região caberiam ao acervo a ser abarcado pela instituição e às futuras exposições contemplar tal relação, posto que se centrariam, principalmente, nos vestígios arqueológicos de ocupações territoriais anteriores coletados ao longo do litoral do Estado do Rio de Janeiro, compreendendo, no período, a faixa de Niterói a Cabo Frio. Desta forma, se explicitaria e chamaria à atenção a perpetuação e as modificações ocorridas na economia de subsistência dessa população local através da pesca, recuperando, no passado pré-histórico, origens dessa cultura.
Cabe, ainda, mencionar a elaboração de um anteprojeto por Renato Soeiro de convênio a ser firmado entre o Instituto do Patrimônio Histórico e Artístico Nacional e o Departamento de Antropologia da Universidade Federal Fluminense (UFF) para a instalação de um laboratório de antropologia no museu com o intuito de promover o ensino e a pesquisa de antropologia e arqueologia dentro da instituição.

## Inauguração e atuação
Após sua abertura em 1977, o museu, que contava com três exposições organizadas por pesquisadores do Museu Nacional/Universidade Federal do Rio de Janeiro, veio a ser fechado em 1980 por motivo de obras. Dois anos depois, foi novamente aberto com o apoio da Empresa Niteroiense de Turismo (Enitur/Prefeitura Municipal de Niterói), datando desta época a primeira montagem da exposição "Aspectos da pré-história do litoral do Estado do Rio de Janeiro", cujo acervo exposto pertencia em quase toda sua totalidade ao Museu Nacional e ao Instituto de Arqueologia Brasileira. Esta exposição foi desmontada em 2009 tendo em vista a implantação do projeto da nova exposição de longa duração "Percursos do Tempo - Revelando Itaipu".
Nas décadas que se seguiram, o museu passou por novos fechamentos e reaberturas, sofreu obras de readequação para a construção de uma nova sede administrativa, e buscou o empreendimento de um projeto de revitalização da instituição em fins dos anos 1990 que não veio a se concretizar em sua plenitude.
Algumas ações visando ao cumprimento da missão institucional do museu e, consequentemente, de expansão de sua divulgação e da atuação do Instituto do Patrimônio Histórico e Artístico Nacional foram encampadas através da organização de cursos e palestras destinados à comunidade e a profissionais variados, bem como pelo estabelecimento de parcerias com instituições da área de cultura, a Colônia de Pescadores Z-7, o Conselho Comunitário da Região Oceânica de Niterói, artistas e comerciantes de Niterói, que colaboram na realização de eventos e exposições do Museu. Já a parceria com a Faculdade de Educação da UFF rendeu, ao museu, o Caniço & Samburá, projeto de ação educativa que veio a se tornar a atividade de alcance social mais abrangente do museu através do agendamento de visitas e oficinas.
Em 2010, o MAI inaugurou, após três anos de criação e planejamento, sua nova exposição de longa duração. A exposição "Percursos do Tempo - Revelando Itaipu" tem, como linha mestra de seu discurso, a ocupação humana na região de Itaipu, e narra estas múltiplas histórias através do acervo institucional, com recursos museográficos mais compatíveis com as linguagens contemporâneas.
O ano de 2010 também marcou o início das atividades do Programa de Educação Ambiental, intitulado "Diagnóstico e Monitoramento da Saúde Lagunar e dos Recursos Pesqueiros de Itaipu", cujo foco é trabalhar com a comunidade de pescadores e de estudantes local pelo viés da memória coletiva e da preservação dos ecossistemas de Itaipu, de forma a sensibilizar aqueles envolvidos no projeto para as questões referentes à perpetuidade da biodiversidade e à promoção de qualidade de vida.

## Projeto educativo: Caniço e Samburá
O Projeto "Caniço & Samburá" – que recebeu esse nome em homenagem à Colônia de Pescadores de Itaipu - consiste em um acervo itinerante para empréstimo às escolas do município de Niterói e adjacências e tem como objetivo principal subsidiar os professores através de material didático a ser trabalhado em sala de aula. Este material cumpre a função de uma preparação prévia da visita ao museu e aborda temas como "patrimônio cultural" e "arqueologia" com o intuito de disseminar informações corretas acerca dessas questões.
Esses materiais são entregues à escola 15 dias antes da data previamente agendada para visita ao museu em um cesto artesanal semelhante ao utilizado na atividade pesqueira, onde estão reunidos materiais impressos, de vídeo e fotográfico sobre arqueologia, patrimônio cultural e a história do Museu de Arqueologia de Itaipu de forma a ser trabalhado e recriado pelos professores e alunos com a finalidade de compreender os temas abordados na visita.
Na escola, o professor terá a oportunidade de implementar diversas atividades e estudos com estes materiais, incentivando a curiosidade nos estudantes à ida ao museu a fim de ver de perto o que eles conheceram e estudaram em sala de aula. É interessante ressaltar que cabe ao professor selecionar o que será mais adequado utilizar para a faixa etária de seus alunos, a fim de que as informações sejam assimiladas e conseqüentemente melhor aproveitadas.
Para o museu e sua equipe de monitores, é extremamente gratificante este processo, pois permite adiantar passos na relação com os estudantes uma vez que eles já sabem os assuntos que serão tratados na visita e, muitas vezes,
trazem perguntas e dúvidas acerca do que viram e ouviram em sala de aula, facilitando assim o diálogo com os monitores.

## Programa de educação ambiental
O museu encontra-se nas antigas ruínas remanescentes do Recolhimento de Santa Teresa, inserido em meio ao complexo ecossistêmico de Itaipu, possuindo, em seu entorno, alguns habitat relativamente conservados, típicos do ecossistema costeiro.
Pode-se perceber uma estreita relação entre esses recursos naturais e a história da ocupação humana no entorno do que hoje é o MAI/MUSAI através da presença de sítios arqueológicos de povos pescadores-caçadores-coletores que habitaram a região, assim como através do modo de vida da comunidade pesqueira local, que vive do extrativismo em pleno século XXI.
Os ecossistemas marinho e lagunar da região abrangida pelo projeto são dos mais relevantes do ponto de vista ambiental e econômico para o Município de Niterói, já que são responsáveis pela geração de renda, recreação, navegação, turismo e subsistência. Todavia, nas últimas décadas, a degradação e os conflitos entre seus usuários vêm se acirrando com risco de significativa depreciação da qualidade ambiental e dos aspectos socioeconômicos envolvidos. Partindo desse contexto, o MAI/MUSAI desenvolve o projeto em questão como uma proposta educativa que conta com a participação da comunidade local (pescadores e moradores do entorno do museu) e alunos da rede municipal de ensino, visando a abordar a problemática ambiental referente à conservação dos ecossistemas da localidade.
As atividades realizadas durante o projeto têm, como base, as dependências do MAI/MUSAI, mas são desenvolvidas em sua maioria no entorno do museu, utilizando, como laboratório, o ambiente natural que o cerca, seus recursos naturais e as entidades biológicas a eles associadas.
Pretende-se, com este projeto, o estreitamento das relações entre o MAI/MUSAI, as instituições de ensino e a comunidade local, promovendo uma reflexão acerca da conservação dos recursos naturais, da história e do patrimônio cultural local. As atividades destinadas aos alunos da rede pública de ensino municipal têm, como objetivo, construir um banco de dados sobre os recursos pesqueiros da região através de um inventário da biodiversidade e dos recursos naturais explorados pela comunidade local. Para isso, foram desenvolvidas etapas nas quais os alunos observam e estudam os ecossistemas em questão e sua biodiversidade, além de terem a possibilidade de conhecer a história da comunidade tradicional que habita o entorno do museu.